# Extraliga (Tschechien) 2007/08
Die Spielzeit 2007/08 war die 15. reguläre Austragung der tschechischen Extraliga. Im Playoff-Finale setzte sich der HC Slavia Prag mit 4:3 gegen den HC Energie Karlovy Vary durch und gewann damit den zweiten tschechischen Meistertitel der Vereinsgeschichte. Der letztjährige Aufsteiger aus der 1. Liga Tschechiens, der HC Slovan Ústečtí Lvi, belegte nur den letzten Platz in der Abstiegsrunde der Extraliga und musste daher gegen den Meister der 1. Liga eine Relegationsserie spielen. Diese verlor die Mannschaft aus Ústí nad Labem mit 1:4 gegen den BK Mladá Boleslav, der somit in der folgenden Saison den Platz des HC Slovan in der Extraliga einnimmt.

## Modus
In 52 Spielen spielen alle Teams jeweils viermal gegeneinander, jedes Team hat in der gesamten Saison 26 Heim- und 26 Auswärtsspiele. Die Mannschaften auf den Plätzen 1 bis 6 qualifizieren sich direkt für die Play-offs, die im Best-Of-Seven-Modus ausgetragen werden. Die Mannschaften auf den Plätzen 7 bis 10 spielen die beiden weiteren Playoff-Plätze im Best-Of-Five untereinander aus. Die restlichen vier Mannschaften spielen eine Abstiegsrunde (Play-out), in der der Teilnehmer an der Liga-Relegation gegen den Meister der 1. Liga in einer weiteren Doppelrunde (jeweils 6 Heim- und Auswärtsspiele) ermittelt wird.

## Teilnehmer

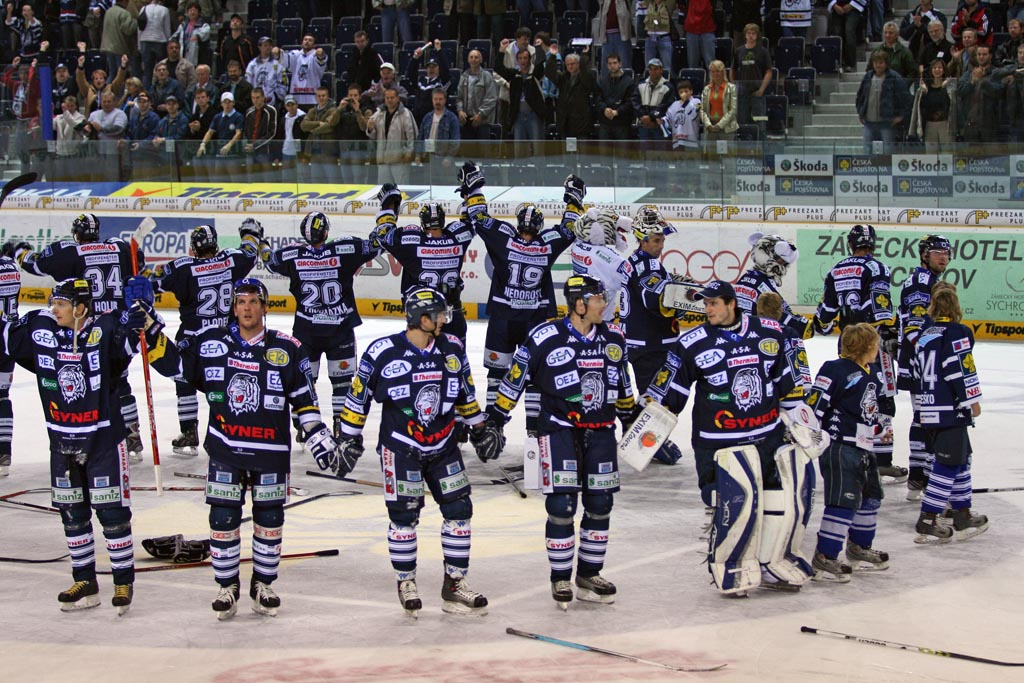
Spieler der Weißen Tiger aus Liberec

| - Bílí Tygři Liberec - HC Moeller Pardubice - HC České Budějovice - HC Sparta Prag - RI Okna Zlín - HC Slavia Prag - HC Energie Karlovy Vary | - HC Geus Okna Kladno - HC Znojemští Orli - HC Oceláři Třinec - HC Vítkovice Steel - HC Litvínov - HC Lasselsberger Plzeň - HC Slovan Ústečtí Lvi |

## Reguläre Saison

### Tabelle
| Platz. | Team                    | Sp | S3 | S1 | N1 | N  | Torv.   | Punkte |
| ------ | ----------------------- | -- | -- | -- | -- | -- | ------- | ------ |
| 1.     | HC České Budějovice     | 52 | 30 | 5  | 6  | 11 | 166:111 | 106    |
| 2.     | HC Slavia Praha         | 52 | 29 | 3  | 5  | 15 | 181:130 | 98     |
| 3.     | Bílí Tygři Liberec      | 52 | 21 | 9  | 10 | 12 | 146:120 | 91     |
| 4.     | HC Energie Karlovy Vary | 52 | 18 | 12 | 7  | 15 | 162:141 | 85     |
| 5.     | HC Litvínov             | 52 | 20 | 6  | 8  | 18 | 145:141 | 80     |
| 6.     | HC Sparta Prag          | 52 | 19 | 6  | 10 | 17 | 135:145 | 79     |
| 7.     | HC Oceláři Třinec       | 52 | 21 | 5  | 5  | 21 | 144:144 | 78     |
| 8.     | HC Geus Okna Kladno     | 52 | 18 | 9  | 5  | 20 | 149:144 | 77     |
| 9.     | HC Lasselsberger Plzeň  | 52 | 14 | 14 | 7  | 17 | 174:172 | 77     |
| 10.    | HC Znojemští Orli       | 52 | 19 | 6  | 7  | 20 | 133:139 | 76     |
| 11.    | HC Vítkovice Steel      | 52 | 19 | 4  | 7  | 22 | 131:149 | 72     |
| 12.    | HC Moeller Pardubice    | 52 | 18 | 6  | 4  | 24 | 147:157 | 70     |
| 13.    | RI Okna Zlín            | 52 | 19 | 1  | 4  | 28 | 135:166 | 63     |
| 14.    | HC Slovan Ústečtí Lvi   | 52 | 6  | 7  | 8  | 31 | 107:196 | 40     |

Quelle: hokej.cz

### Statistik

#### Feldspieler

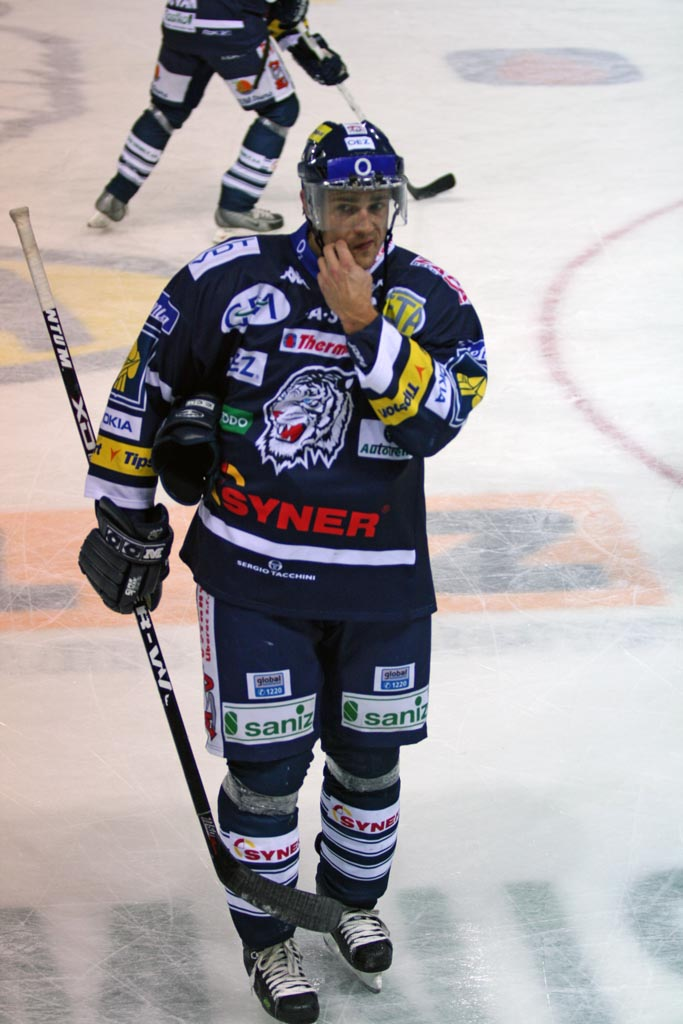
Leoš Čermák, Führungsspieler der Bílí Tygři Liberec

| Name              | Team                   | Spiele | Tore | Assists | Punkte | +/- | Strafminuten |
| ----------------- | ---------------------- | ------ | ---- | ------- | ------ | --- | ------------ |
| Petr Ton          | HC Sparta Prag         | 50     | 27   | 16      | 43     | −3  | 8            |
| Pavel Patera      | HC Geus Okna Kladno    | 52     | 19   | 22      | 41     | −5  | 68           |
| Jaroslav Balaštík | RI Okna Zlín           | 52     | 29   | 11      | 40     | −4  | 72           |
| Jaroslav Kalla    | HC Geus Okna Kladno    | 52     | 17   | 23      | 40     | +14 | 38           |
| František Lukeš   | HC Litvínov            | 52     | 17   | 22      | 39     | +14 | 38           |
| Jan Peterek       | HC Oceláři Třinec      | 52     | 8    | 31      | 39     | +7  | 46           |
| Michal Důras      | HC Lasselsberger Plzeň | 52     | 20   | 17      | 37     | +4  | 24           |
| Tomáš Netík       | HC Sparta Prag         | 49     | 15   | 22      | 37     | +2  | 64           |
| Jaroslav Bednář   | HC Slavia Prag         | 40     | 25   | 11      | 36     | +14 | 61           |
| David Hruška      | HC Slavia Prag         | 52     | 22   | 13      | 35     | +11 | 16           |
| Tomáš Divíšek     | HC Lasselsberger Plzeň | 52     | 21   | 14      | 35     | −17 | 133          |
| Viktor Ujčík      | HC Vítkovice Steel     | 51     | 19   | 16      | 35     | +7  | 79           |
| Petr Vampola      | HC Lasselsberger Plzeň | 52     | 15   | 20      | 35     | +17 | 72           |
| Róbert Tomík      | HC Oceláři Třinec      | 52     | 23   | 11      | 34     | +0  | 30           |
| Tomáš Kůrka       | HC České Budějovice    | 52     | 19   | 15      | 34     | +15 | 20           |

#### Torhüter

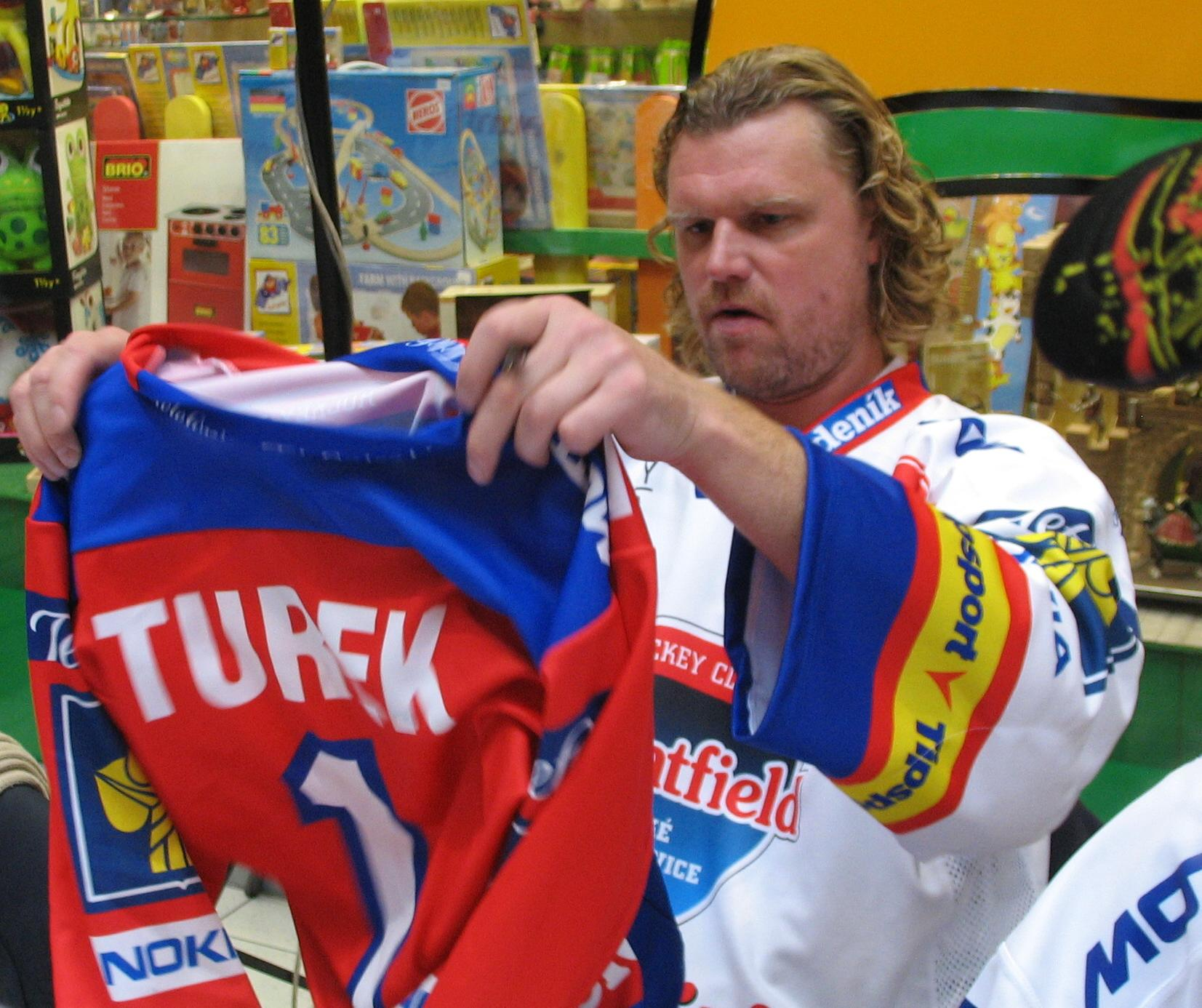
Roman Turek, Torhüter des HC České Budějovice

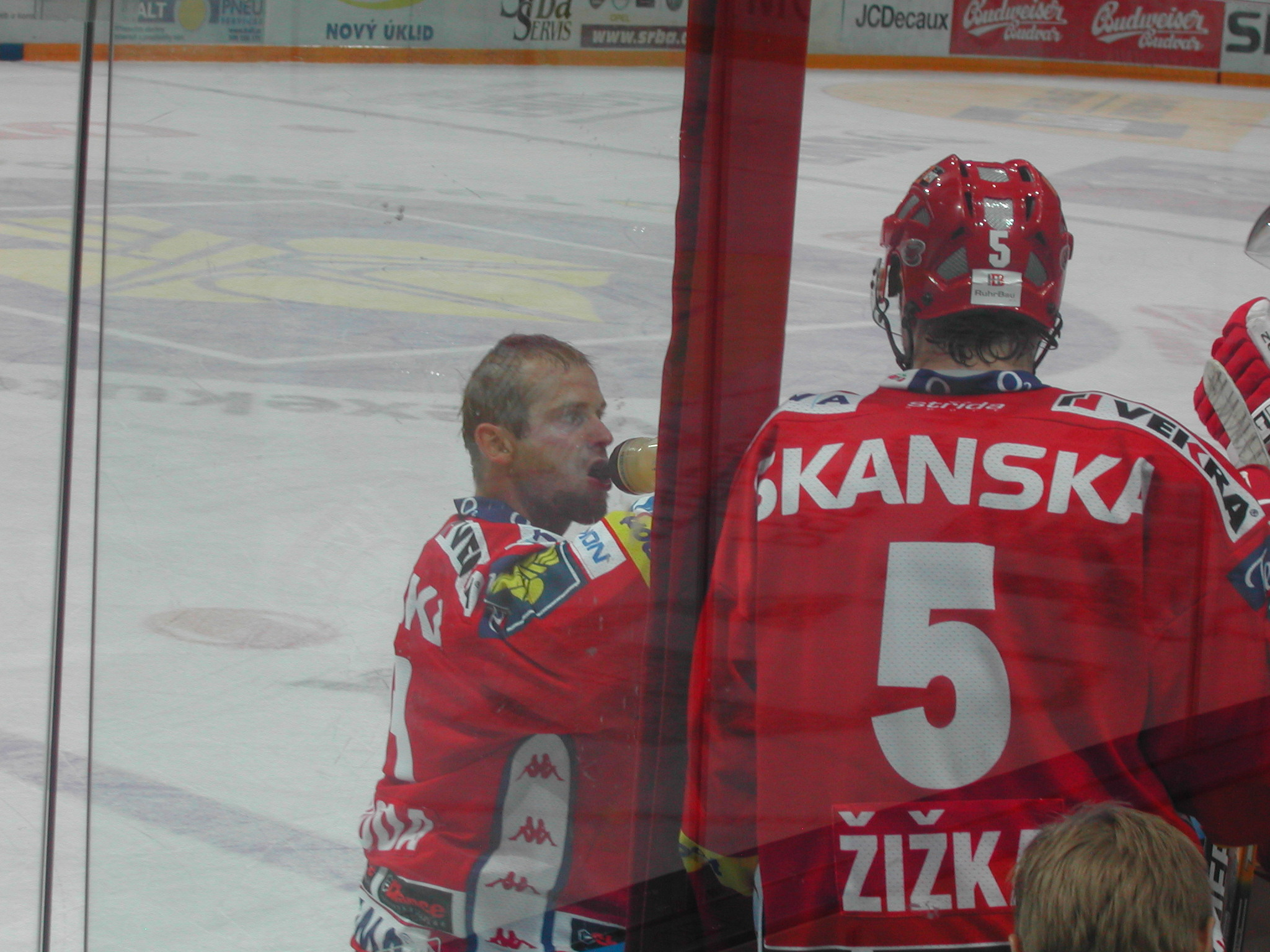
Adam Svoboda, Torhüter des HC Slavia Prag

| Name            | Team             | Min  | GT  | SaT  | Sp | S  | N  | GTS  | SO | Sv%   | A | PIM |
| --------------- | ---------------- | ---- | --- | ---- | -- | -- | -- | ---- | -- | ----- | - | --- |
| Adam Svoboda    | Slavia Prag      | 2659 | 104 | 1190 | 44 | 29 | 15 | 2.35 | 6  | 91.96 | 0 | 14  |
| Ján Lašák       | Pardubice        | 2617 | 118 | 1476 | 45 | 22 | 23 | 2.71 | 4  | 92.60 | 0 | 34  |
| Roman Málek     | Plzeň            | 2608 | 134 | 1474 | 45 | 26 | 19 | 3.08 | 3  | 91.67 | 0 | 4   |
| Jiří Trvaj      | Znojmo           | 2551 | 103 | 1249 | 43 | 21 | 22 | 2.42 | 4  | 92.38 | 0 | 8   |
| Roman Turek     | České Budějovice | 2494 | 89  | 1159 | 42 | 29 | 13 | 2.14 | 6  | 92.87 | 1 | 2   |
| Martin Prusek   | Vítkovice        | 2366 | 106 | 1460 | 43 | 17 | 26 | 2.69 | 3  | 93.23 | 0 | 0   |
| Lukáš Mensator  | Karlovy Vary     | 2254 | 94  | 1242 | 38 | 22 | 16 | 2.50 | 3  | 92.96 | 0 | 2   |
| Petr Přikryl    | Slovan Ústi      | 2242 | 122 | 1422 | 39 | 11 | 28 | 3.26 | 0  | 92.10 | 0 | 4   |
| Zdeněk Orct     | Kladno           | 2205 | 103 | 1318 | 39 | 20 | 19 | 2.80 | 4  | 92.75 | 0 | 4   |
| Marek Pinc      | Liberec          | 2153 | 89  | 1084 | 37 | 18 | 19 | 2.48 | 2  | 92.41 | 0 | 4   |
| Tomáš Duba      | Sparta Prag      | 2090 | 93  | 1014 | 37 | 19 | 18 | 2.67 | 4  | 91.60 | 0 | 8   |
| Martin Vojtek   | Třinec           | 2062 | 75  | 1225 | 38 | 23 | 15 | 2.18 | 3  | 94.23 | 0 | 20  |
| Jaroslav Hübl   | Litvínov         | 1886 | 89  | 1063 | 32 | 15 | 17 | 2.83 | 2  | 92.27 | 0 | 2   |
| Igor Murín      | Zlín             | 1731 | 87  | 972  | 33 | 13 | 20 | 3.02 | 0  | 91.78 | 0 | 2   |
| Petr Franěk     | Litvínov         | 1241 | 48  | 691  | 21 | 12 | 9  | 2.32 | 4  | 93.50 | 0 | 2   |
| Roman Čechmánek | Třinec           | 977  | 53  | 597  | 18 | 4  | 14 | 3.25 | 0  | 91.85 | 0 | 16  |

(Legende zur Torhüterstatistik: GP oder Sp = Spiele insgesamt; W oder S = Siege; L oder N = Niederlagen; T oder U oder OT = Unentschieden oder Overtime- bzw. Shootout-Niederlage; Min. = Minuten; SOG oder SaT = Schüsse aufs Tor; GA oder GT = Gegentore; SO = Shutouts; GAA oder GTS = Gegentorschnitt; Sv% oder SVS% = Fangquote; EN = Empty Net Goal; 1 Play-downs/Relegation; Kursiv: Statistik nicht vollständig)

## Playoffs

### Pre-Playoffs

#### HC Oceláři Třinec – HC Znojemští Orli
| 24. Februar 2008 17:25 Uhr | HC Oceláři Třinec David Moravec 14. Zdeněk Skořepa 15. Jiří Polanský 33. Ľubomír Sekeráš 59.                   | 4:1 (2:0, 1:1, 1:0) | HC Znojemští Orli 24. Petr Selingr                     | Werk Arena, Třinec   |
| 25. Februar 2008 17:25 Uhr | HC Oceláři Třinec Peter Barinka 22. Jan Steber 24. David Moravec 24. Juraj Štefanka 35. Rostislav Martynek 49. | 5:2 (0:0, 4:2, 1:0) | HC Znojemští Orli 25. Ivo Kotaška 29. Radek Procházka  | Werk Arena, Třinec   |
| 27. Februar 2008 17:25 Uhr | HC Znojemští Orli Petr Selingr 60.                                                                             | 1:2 (0:0, 0:1, 1:1) | HC Oceláři Třinec 24. Lubomír Korhoň 58. Jiří Polanský | Hostan Arena, Znojmo |

#### HC Geus Okna Kladno – HC Lasselsberger Plzeň
| 24. Februar 2008 17:25 Uhr | HC Geus Okna Kladno Marek Trončinský 14. Pavel Patera 27. Tomáš Horna 28. Jan Rudovský 28.                                        | 4:3 (1:1, 3:2, 0:0) | HC Lasselsberger Plzeň 10. Petr Vampola 21. Tomáš Vlasák 40. Michal Dvořák                                 | Městský zimní stadion, Kladno |
| 25. Februar 2008 17:25 Uhr | HC Geus Okna Kladno Martin Procházka 4. Tomáš Horna 31. Martin Procházka 43. Tomáš Nádašdi 49. Pavel Patera 60.                   | 5:2 (1:0, 1:0, 3:2) | HC Lasselsberger Plzeň 55. Martin Adamský 57. Petr Vampola                                                 | Městský zimní stadion, Kladno |
| 27. Februar 2008 17:25 Uhr | HC Lasselsberger Plzeň David Ludvík 2. David Ludvík 24. Michal Důras 26. Michal Dvořák 38. Michal Dvořák 40. Radek Matějovský 43. | 6:5 (1:2, 4:1, 1:2) | HC Geus Okna Kladno 11. David Hájek 16. Aleš Pavlas 29. Martin Procházka 49. Tomáš Horna 56. Richard Divis | ČEZ Aréna, Plzeň              |
| 28. Februar 2008 17:25 Uhr | HC Lasselsberger Plzeň David Ludvík 24. Tomáš Vlasák 47.                                                                          | 2:3 (0:0, 1:2, 1:1) | HC Geus Okna Kladno 28. Martin Procházka 34. Martin Procházka 54. David Hájek                              | ČEZ Aréna, Plzeň              |

In der Playoff-Qualifikation setzte sich der HC Geus Okna Kladno mit 3:1 und der HC Oceláři Třinec mit 3:0 durch.

### Turnierbaum
|  | Viertelfinale           | Viertelfinale           |                         |                | Halbfinale        | Halbfinale |  |  | Finale | Finale |
|  |                         |                         |                         |                |                   |            |  |  |        |        |
|  |                         |                         |                         |                |                   |            |  |  |        |        |
|  | HC České Budějovice     | 4                       |                         |                |                   |            |  |  |        |        |
|  | HC České Budějovice     | 4                       |                         |                |                   |            |  |  |        |        |
|  | HC Geus Okna Kladno     | 1                       |                         |                |                   |            |  |  |        |        |
|  | HC Geus Okna Kladno     | 1                       | HC České Budějovice     | 3              |                   |            |  |  |        |        |
|  |                         |                         | HC České Budějovice     | 3              |                   |            |  |  |        |        |
|  |                         | HC Energie Karlovy Vary | 4                       |                |                   |            |  |  |        |        |
|  | HC Energie Karlovy Vary | HC Energie Karlovy Vary | 4                       | 4              |                   |            |  |  |        |        |
|  | HC Energie Karlovy Vary |                         |                         | 4              |                   |            |  |  |        |        |
|  | HC Litvínov             | 1                       |                         |                |                   |            |  |  |        |        |
|  |                         |                         | HC Energie Karlovy Vary | 3              |                   |            |  |  |        |        |
|  |                         |                         |                         | HC Slavia Prag | 4                 |            |  |  |        |        |
|  | HC Slavia Prag          | 4                       |                         |                |                   |            |  |  |        |        |
|  | HC Oceláři Třinec       | 1                       |                         |                |                   |            |  |  |        |        |
|  | HC Oceláři Třinec       | 1                       | HC Slavia Prag          | 4              |                   |            |  |  |        |        |
|  |                         |                         | HC Slavia Prag          | 4              | Spiel um Platz 3  |            |  |  |        |        |
|  |                         | Bílí Tygři Liberec      | 3                       |                |                   |            |  |  |        |        |
|  | Bílí Tygři Liberec      | Bílí Tygři Liberec      | 3                       | 4              | nicht ausgespielt |            |  |  |        |        |
|  | Bílí Tygři Liberec      |                         |                         | 4              | nicht ausgespielt |            |  |  |        |        |
|  | HC Sparta Prag          | 0                       |                         |                |                   |            |  |  |        |        |
|  | HC Sparta Prag          | 0                       |                         |                |                   |            |  |  |        |        |
|  |                         |                         |                         |                |                   |            |  |  |        |        |

### Viertelfinale

#### HC České Budějovice (1.) – (8.) HC Geus Okna Kladno
| 5. März 2008 17:25 Uhr  | HC Mountfield České Budějovice 3. Tomáš Kůrka 10. Milan Gulaš                                 | 2:0 (2:0, 0:0, 0:0)  | HC Geus Okna Kladno                                                                | Budvar Aréna, České Budějovice 6.421 Zuschauer |
| 6. März 2008 17:25 Uhr  | HC Mountfield České Budějovice 3. Jindřich Kotrla 23. Petr Gřegořek                           | 2:0 ((1:0, 1:0, 0:0) | HC Geus Okna Kladno                                                                | Budvar Aréna, České Budějovice 6.421 Zuschauer |
| 9. März 2008 17:25 Uhr  | HC Geus Okna Kladno 10. Jaroslav Kalla 40. Martin Procházka 54. Pavel Patera 60. Pavel Patera | 4:2 (1:1, 1:0, 2:1)  | HC Mountfield České Budějovice 8. Petr Sailer 41. Kamil Brabenec                   | Městský zimní stadion, Kladno 6.297 Zuschauer  |
| 10. März 2008 17:25 Uhr | HC Geus Okna Kladno 55. Pavel Patera                                                          | 1:3 (0:1, 0:1, 1:1)  | HC Mountfield České Budějovice 15. Milan Toman 39. Kamil Brabenec 52. Michal Hudec | Městský zimní stadion, Kladno 6.100 Zuschauer  |
| 12. März 2008 17:25 Uhr | HC Mountfield České Budějovice 23. Michal Hudec                                               | 1:0 (0:0, 1:0, 0:0)  | HC Geus Okna Kladno                                                                | Budvar Aréna, České Budějovice 5.814 Zuschauer |

#### HC Slavia Prag (2.) – (7.) HC Oceláři Třinec
| 5. März 2008 17:25 Uhr  | HC Slavia Prag Jan Novák 11. Tomáš Žižka 14. Jan Novák 32. Jakub Klepiš           | 4:1 (3:0, 1:1, 0:0)            | HC Oceláři Třinec 35. Lubomír Korhoň                                               | O2 Arena, Prag 7.237 Zuschauer     |
| 6. März 2008 17:25 Uhr  | HC Slavia Prag 48. Petr Kadlec                                                    | 1:2 (0:1, 0:0, 1:0, 0:0) n. P. | HC Oceláři Třinec 20. Peter Barinka 70. Peter Barinka                              | O2 Arena, Prag 6.062 Zuschauer     |
| 9. März 2008 17:25 Uhr  | HC Oceláři Třinec 29. Juraj Štefanka 40. Lubomír Korhoň                           | 2:4 (0:1, 2:2, 0:1)            | HC Slavia Prag 18. Tomáš Žižka 21. Josef Beránek 36. David Hruška 53. Jakub Klepiš | Werk Arena, Třinec 5.200 Zuschauer |
| 10. März 2008 17:25 Uhr | HC Oceláři Třinec                                                                 | 0:1 (0:1, 0:0, 0:0)            | HC Slavia Prag 20. Michal Sup                                                      | Werk Aréna, Třinec 4.267 Zuschauer |
| 12. März 2008 17:25 Uhr | HC Slavia Prag David Hruška 8:41 Vladimír Růžička junior 42:44 Jakub Klepiš 65:44 | 3:2 n. V. (1:1, 0:1, 1:0, 1:0) | HC Oceláři Třinec 5:12 Jiří Polanský 30:11 Martin Výborný                          | O2 Arena, Prag 6.690 Zuschauer     |

#### Bílí Tygři Liberec (3.) – (6.) HC Sparta Prag
| 3. März 2008 17:25 Uhr | Bílí Tygři Liberec 11. Valdemar Jiruš 12. Václav Nedorost 27. Jiří Hunkes 30. Petr Šachl                    | 4:1 (2:0, 2:1, 0:0) | HC Sparta Prag 26. Tibor Melichárek                                                                   | Tipsport Arena, Liberec 7.500 Zuschauer |
| 4. März 2008 17:25 Uhr | Bílí Tygři Liberec 13. Leoš Čermák 40. Valdemar Jiruš 48. Milan Bartovič 49. Boris Žabka 53. Pavel Kašpařík | 5:0 (1:0, 1:0, 3:0) | HC Sparta Prag                                                                                        | Tipsport Arena, Liberec 7.386 Zuschauer |
| 7. März 2008 17:25 Uhr | HC Sparta Prag 40. Michal Sivek 55. Martin Štrba                                                            | 2:3 (0:0, 1:1, 1:2) | Bílí Tygři Liberec 34. Andrej Podkonický 45. Leoš Čermák 46. Václav Nedorost                          | T-Mobile Arena, Prag 10.296 Zuschauer   |
| 8. März 2008 17:25 Uhr | HC Sparta Prag 16. Martin Štrba 32. Petr Ton 54. Jiří Vykoukal                                              | 3:5 (1:1, 1:3, 1:1) | Bílí Tygři Liberec 1. Leoš Čermák 21. Leoš Čermák 35. Václav Pletka 40. Lukáš Pabiška 60. Leoš Čermák | T-Mobile Arena, Prag 11.328 Zuschauer   |

#### HC Energie Karlovy Vary (4.) – (5.) HC Litvínov
| 3. März 2008 17:25 Uhr  | HC Energie Karlovy Vary 1. Jan Košťál 2. Jaroslav Kristek 35. Václav Skuhravý 40. Václav Skuhravý 46. Jaroslav Kristek 60. Lukáš Pech | 6:2 (2:2, 2:0, 2:0)            | HC Litvínov 5. Vojtěch Kubinčák 7. Daniel Branda                           | Zimní stadion, Karlovy Vary 4.453 Zuschauer          |
| 4. März 2008 17:25 Uhr  | HC Energie Karlovy Vary 18. Marek Melenovský 26. Ondřej Němec 34. Michal Dobroň                                                       | 3:2 (1:1, 2:0, 0:1)            | HC Litvínov 13. Daniel Branda 50. Jiří Šlégr                               | Zimní stadion, Karlovy Vary 4.680 Zuschauer          |
| 7. März 2008 17:25 Uhr  | HC Litvínov Peter Jánský 26. Vojtěch Kubinčák 65. Jakub Černý                                                                         | 3:2 n. P. (1:1, 1:1, 0:0, 0:0) | HC Energie Karlovy Vary 6. Jakub Grof 27. Roman Prošek                     | Zimní stadion Ivana Hlinky, Litvínov 7.000 Zuschauer |
| 8. März 2008 17:25 Uhr  | HC Litvínov 7. Martin Jenáček 48. Jakub Černý                                                                                         | 2:3 (1:2, 0:1, 1:0)            | HC Energie Karlovy Vary 10. Lukáš Pech 19. Marek Melenovský 27. Lukáš Pech | Zimní stadion Ivana Hlinky, Litvínov 6.800 Zuschauer |
| 11. März 2008 17:25 Uhr | HC Energie Karlovy Vary 1. Petr Kumstát 23. Milan Hluchý 53. Jan Košťál                                                               | 3:2 (1:1, 1:0, 1:1)            | HC Litvínov 11. Roman Tomas 42. Robert Reichel                             | Zimní stadion, Karlovy Vary 4.680 Zuschauer          |

### Halbfinale

#### HC České Budějovice (1.) – (4.) HC Energie Karlovy Vary
| 21. März 2008 17:25 Uhr | HC České Budějovice 7. René Vydarený 44. Kamil Brabenec 50. Viktor Hübl                                       | 3:2 (1:0, 0:0, 2:2)       | HC Energie Karlovy Vary 54. Milan Procházka 60. Michal Dobroň                           | Budvar Aréna, České Budějovice 6.421 Zuschauer (ausverkauft) |
| 22. März 2008 17:25 Uhr | HC České Budějovice 51. René Vydarený 57. Tomáš Kůrka                                                         | 2:1 (0:0, 0:0, 2:1)       | HC Energie Karlovy Vary 60. Josef Řezníček                                              | Budvar Aréna, České Budějovice 6.421 Zuschauer (ausverkauft) |
| 25. März 2008 17:25 Uhr | HC Energie Karlovy Vary 29. Jan Košťál 32. Milan Kraft 40. Václav Skuhravý 48. Jaroslav Kristek               | 4:0 (0:0, 3:0, 1:0)       | HC České Budějovice                                                                     | Zimní stadion, Karlovy Vary 4.680 Zuschauer (ausverkauft)    |
| 26. März 2008 17:25 Uhr | HC Energie Karlovy Vary 12. Jakub Grof 29. Jakub Grof 35. Josef Řezníček 36. Vítězslav Bílek 37. David Zucker | 5:4 (1:1, 4:0, 0:3)       | HC České Budějovice 8. Petr Gřegořek 45. Milan Toman 47. Tomáš Frolo 55. Kamil Brabenec | Zimní stadion, Karlovy Vary 4.680 Zuschauer (ausverkauft)    |
| 28. März 2008 17:25 Uhr | HC České Budějovice 21. Tomáš Mertl 36. René Vydarený 63. Ondřej Veselý                                       | 3:2 n. V. (1:0, 0:0, 2:2) | HC Energie Karlovy Vary 21. Václav Skuhravý 47. Petr Kumstát                            | Budvar Aréna, České Budějovice 6.421 Zuschauer (ausverkauft) |
| 30. März 2008 17:25 Uhr | HC Energie Karlovy Vary 1. Jan Košťál 15. Vítězslav Bílek 39. Ondřej Němec                                    | 3:0 (2:0, 1:0, 0:0)       | HC České Budějovice                                                                     | Zimní stadion, Karlovy Vary 4.680 Zuschauer (ausverkauft)    |
| 1. April 2008 17:25 Uhr | HC České Budějovice 36. René Vydarený                                                                         | 1:2 (0:0, 1:1, 0:1)       | HC Energie Karlovy Vary 29. Václav Skuhravý 53. Milan Procházka                         | Budvar Aréna, České Budějovice 6.421 Zuschauer (ausverkauft) |

#### HC Slavia Prag (2.) – (3.) HC Bílí Tygři Liberec
| 19. März 2008 17:25 Uhr | HC Slavia Prag 18. Tomáš Micka 19. Michal Vondrka 70. Jakub Klepiš (Penalty)                               | 3:2 n. P. (2:0, 0:1, 0:1, 0:0) | Bílí Tygři Liberec 33. Valdemar Jiruš 42. Leoš Čermák | O2 Arena, Prag 9.871 Zuschauer                        |
| 20. März 2008 17:25 Uhr | HC Slavia Prag 24. Jaroslav Bednář 56. Tomáš Micka 69. Petr Kadlec                                         | 3:2 n. V. (0:1, 1:1, 1:0, 1:0) | Bílí Tygři Liberec 5. Václav Pletka 31. Václav Pletka | O2 Arena, Prag 10.841 Zuschauer                       |
| 23. März 2008 17:25 Uhr | Bílí Tygři Liberec 8. Lukáš Pabiška 28. Boris Žabka 40. Petr Šachl 54. Lukáš Zíb                           | 4:1 (1:0, 2:1, 1:0)            | HC Slavia Prag 36. Tomáš Micka                        | Tipsport Arena, Liberec 7.500 Zuschauer (ausverkauft) |
| 24. März 2008 17:25 Uhr | Bílí Tygři Liberec 10. Jan Víšek 18. Václav Pletka 39. Václav Nedorost                                     | 3:0 (2:0, 1:0, 0:0)            | HC Slavia Prag                                        | Tipsport Arena, Liberec 7.500 Zuschauer (ausverkauft) |
| 27. März 2008 17:25 Uhr | HC Slavia Prag 7. Roman Červenka 24. Jakub Klepiš 36. David Hruška 48. Jaroslav Bednář 53. Jaroslav Bednář | 5:1 (1:0, 2:1, 2:0)            | Bílí Tygři Liberec 34. Václav Pletka                  | O2 Arena, Prag 13.877 Zuschauer                       |
| 29. März 2008 17:25 Uhr | Bílí Tygři Liberec 11. Jan Víšek 37. Leoš Čermák 43. Lukáš Zíb                                             | 3:1 (1:0, 1:0, 1:1)            | HC Slavia Prag 48. Jiří Doležal                       | Tipsport Arena, Liberec 7.500 Zuschauer (ausverkauft) |
| 31. März 2008 17:25 Uhr | HC Slavia Prag 5. Jaroslav Bednář 52. Jakub Klepiš                                                         | 2:1 (1:0, 0:0, 1:1)            | Bílí Tygři Liberec 57. Andrej Podkonický              | O2 Arena, Prag 13.268 Zuschauer                       |

### Finale

#### HC Slavia Prag (2.) – (4.) HC Energie Karlovy Vary
| 4. April 2008 17:25 Uhr  | HC Slavia Prag 11. Igor Rataj 28. David Hruška 41. Jaroslav Bednář 51. David Hruška                                                                                      | 4:5 (1:1, 1:2, 2:2) | HC Energie Karlovy Vary 5. Jaroslav Kristek 26. Petr Kumstát 31. Milan Kraft 44. Petr Kumstát 46. Jan Košťál | O2 Arena, Prag 12.089 Zuschauer                                       |
| 5. April 2008 17:25 Uhr  | HC Slavia Prag 19. Igor Rataj 26. David Hruška 29. Jiří Drtina 45. Roman Červenka 60. Jaroslav Bednář                                                                    | 5:2 (1:0, 2:2, 2:0) | HC Energie Karlovy Vary 27. František Skladaný 36. Ondřej Němec                                              | O2 Arena, Prag 16.152 Zuschauer                                       |
| 8. April 2008 17:25 Uhr  | HC Energie Karlovy Vary 10. Jaroslav Kristek 33. Petr Kumstát 38. Jaroslav Kristek                                                                                       | 3:4 (1:2, 2:0, 0:2) | HC Slavia Prag 12. Jaroslav Bednář 15. Roman Červenka 50. Jaroslav Bednář 52. Igor Rataj                     | Zimní stadion, Karlovy Vary 4.680 Zuschauer                           |
| 9. April 2008 17:25 Uhr  | HC Energie Karlovy Vary 7. Milan Procházka 11. Milan Kraft 13. Jan Košťál 20. Jaroslav Kristek 22. Milan Procházka 35. Milan Hluchý 44. Milan Kraft 53. Jaroslav Kristek | 8:2 (4:1, 2:0, 2:1) | HC Slavia Prag 19. Jakub Klepiš 49. Michal Vondrka                                                           | Zimní stadion, Karlovy Vary 4.680 Zuschauer (ausverkauft)             |
| 12. April 2008 17:25 Uhr | HC Slavia Prag 10. Jakub Klepiš 31. Jakub Klepiš 45. Jiří Drtina 53. Jiří Drtina                                                                                         | 4:0 (1:0, 1:0, 2:0) | HC Energie Karlovy Vary                                                                                      | O2 Arena, Prag 16.617 Zuschauer                                       |
| 14. April 2008 17:25 Uhr | HC Energie Karlovy Vary 10. Jaroslav Kristek 17. Jaroslav Kristek 47. Petr Mudroch 60. Marek Melenovský                                                                  | 4:1 (2:1, 0:0, 2:0) | HC Slavia Prag 18. Jaroslav Bednář                                                                           | Zimní stadion, Karlovy Vary 4.680 Zuschauer (ausverkauft)             |
| 16. April 2008 17:25 Uhr | HC Slavia Prag 7. Jakub Klepiš 9. Jaroslav Bednář 38. Roman Červenka 58. Jiří Vašíček                                                                                    | 4:2 (2:0, 1:0, 1:2) | HC Energie Karlovy Vary 58. Vojtěch Polák 60. Jiří Hanzlík                                                   | O2 Arena, Prag 17.123 Zuschauer (ausverkauft, neuer Extraliga-Rekord) |

Meister der Saison 2007/08 wurde der HC Slavia Prag, der sich gegen den HC Energie Karlovy Vary mit 4:3 durchsetzte. Damit gewann Slavia Prag den sechsten Titel der Vereinsgeschichte, während die Mannschaft aus Karlsbad mit der Finalteilnahme den größten Erfolg in der Vereinsgeschichte erreichte.

### Meistermannschaft
|                 | Torhüter | Adam Svoboda, Jaroslav Suchan |
| Abwehrspieler   | Jiří Drtina, Jiří Jebavý, Petr Kadlec, Pavel Kolařík, Jan Novák, Karol Sloboda, Jiří Vašíček, Tomáš Žižka |                               |
| Angriffsspieler | Jaroslav Bednář, Michal Borovanský, Miloslav Čermák, Roman Červenka, Jiří Doležal, Miroslav Holec, David Hruška, Jakub Klepiš, Tomáš Micka, Igor Rataj, Vladimír Růžička junior, Jakub Sklenář, Michal Sup, Marek Tomica, Michal Vondrka, Josef Beránek (C) |                               |
| Trainer         | Vladimír Růžička senior und Jiří Kalous |                               |

### Playoff-Statistik

#### Feldspieler
| Name             | Team                    | Sp | T  | A  | Pkt | +/- | PIM |
| ---------------- | ----------------------- | -- | -- | -- | --- | --- | --- |
| Jakub Klepiš     | HC Slavia Prag          | 19 | 10 | 7  | 17  | 3   | 24  |
| David Hruška     | HC Slavia Prag          | 19 | 6  | 10 | 16  | 7   | 16  |
| Jaroslav Bednář  | HC Slavia Prag          | 19 | 10 | 3  | 13  | 2   | 8   |
| Jaroslav Kristek | HC Energie Karlovy Vary | 19 | 10 | 2  | 12  | 6   | 2   |
| Leoš Čermák      | Bílí Tygři Liberec      | 11 | 7  | 4  | 11  | 9   | 12  |
| Petr Kumstát     | HC Energie Karlovy Vary | 19 | 5  | 6  | 11  | −1  | 6   |
| Martin Procházka | HC Geus Okna Kladno     | 7  | 6  | 3  | 9   | 3   | 6   |
| Václav Skuhravý  | HC Energie Karlovy Vary | 19 | 5  | 4  | 9   | 2   | 55  |
| Valdemar Jiruš   | Bílí Tygři Liberec      | 11 | 3  | 6  | 9   | 7   | 2   |
| Petr Kadlec      | HC Slavia Prag          | 19 | 2  | 7  | 9   | 6   | 22  |

(Legende zur Spielerstatistik: Sp oder GP = absolvierte Spiele; T oder G = erzielte Tore; V oder A = erzielte Assists; Pkt oder Pts = erzielte Scorerpunkte; SM oder PIM = erhaltene Strafminuten; +/− = Plus/Minus-Bilanz; PP = erzielte Überzahltore; SH = erzielte Unterzahltore; GW = erzielte Siegtore; 1 Play-downs/Relegation; Kursiv: Statistik nicht vollständig)

#### Torhüter
| Name             | Team                    | Min  | GT | SaT | Sp | S  | N | GTS  | SO | Sv%   | A | PIM |
| ---------------- | ----------------------- | ---- | -- | --- | -- | -- | - | ---- | -- | ----- | - | --- |
| Adam Svoboda     | HC Slavia Prag          | 1133 | 42 | 565 | 19 | 12 | 7 | 2.22 | 2  | 93.08 | 1 | 14  |
| Lukáš Mensator   | HC Energie Karlovy Vary | 1149 | 47 | 708 | 19 | 11 | 8 | 2.45 | 2  | 93.77 | 1 | 0   |
| Marek Pinc       | Bílí Tygři Liberec      | 671  | 21 | 350 | 11 | 7  | 4 | 1.88 | 2  | 94.34 | 0 | 2   |
| Roman Turek      | HC České Budějovice     | 641  | 17 | 294 | 11 | 7  | 4 | 1.59 | 3  | 94.53 | 0 | 0   |
| Martin Vojtek    | HC Oceláři Třinec       | 494  | 17 | 325 | 8  | 4  | 4 | 2.06 | 0  | 95.03 | 0 | 10  |
| Miroslav Kopřiva | HC Geus Okna Kladno     | 359  | 17 | 213 | 6  | 3  | 3 | 2.84 | 0  | 92.61 | 0 | 0   |
| Roman Málek      | HC Lasselsberger Plzeň  | 237  | 16 | 118 | 4  | 1  | 3 | 4.05 | 0  | 88.06 | 0 | 0   |
| Petr Franěk      | HC Litvínov             | 219  | 10 | 151 | 4  | 1  | 3 | 2.74 | 0  | 93.79 | 0 | 0   |

(Legende zur Torhüterstatistik: GP oder Sp = Spiele insgesamt; W oder S = Siege; L oder N = Niederlagen; T oder U oder OT = Unentschieden oder Overtime- bzw. Shootout-Niederlage; Min. = Minuten; SOG oder SaT = Schüsse aufs Tor; GA oder GT = Gegentore; SO = Shutouts; GAA oder GTS = Gegentorschnitt; Sv% oder SVS% = Fangquote; EN = Empty Net Goal; 1 Play-downs/Relegation; Kursiv: Statistik nicht vollständig)

## Playouts
| Platz. | Team                  | Sp | S3 | S1 | N1 | N  | Torv.   | Punkte |
| ------ | --------------------- | -- | -- | -- | -- | -- | ------- | ------ |
| 11.    | HC Vítkovice Steel    | 64 | 28 | 4  | 7  | 25 | 177:185 | 99     |
| 12.    | HC Moeller Pardubice  | 64 | 22 | 6  | 5  | 31 | 178:197 | 83     |
| 13.    | RI Okna Zlín          | 64 | 23 | 1  | 5  | 35 | 169:209 | 76     |
| 14.    | HC Slovan Ústečtí Lvi | 64 | 11 | 9  | 8  | 36 | 144:225 | 59     |

### Relegation
| 11. April 2008 17:25 Uhr | HC Slovan Ústečtí Lvi 20. R. Krajčí (J.Čaloun) 28. R. Krajči (A.Nedorost) 44. R. Krajči (J. Čaloun) 48. M. Hovorka (J. Klobouček) | 4:0 (1:0, 1:0, 2:0)            | BK Mladá Boleslav                                                                                         | Zlatopramen Arena, Ústí nad Labem 6.500 Zuschauer (ausverkauft) |
| 13. April 2008 17:25 Uhr | HC Slovan Ústečtí Lvi | 0:3 (0:1, 0:0, 0:2)            | BK Mladá Boleslav 2. T. Sýkora 46. Lukáč 58. Gajovský                                                     | Zlatopramen Arena, Ústí nad Labem 6.500 Zuschauer (ausverkauft) |
| 15. April 2008 17:25 Uhr | BK Mladá Boleslav 2. Mikulík 17. Richard Král 23. Mikulík 59. Nouza                                                               | 4:0 (2:0, 1:0, 1:0)            | HC Slovan Ústečtí Lvi                                                                                     | Zlatopramen Arena, Mladá Boleslav 4.200 Zuschauer (ausverkauft) |
| 17. April 2008 17:25 Uhr | BK Mladá Boleslav 8. V.Eiselt 21. Drábek 55. Bauer 69. Gombár                                                                     | 4:3 n. V. (1:0, 1:1, 1:2, 1:0) | HC Slovan Ústečtí Lvi 28. M. Hovorka 46. M. Hovorka 51. Šagát                                             | Zlatopramen Arena, Mladá Boleslav 4.200 Zuschauer (ausverkauft) |
| 19. April 2008 17:25 Uhr | HC Slovan Ústečtí Lvi 19. F. Mrázek                                                                                               | 1:7 (1:3, 0:2, 0:2)            | BK Mladá Boleslav 5. V. Eiselt 9. V. Eiselt 14. Boháč 30. Kolafa 32. T. Sýkora 53. Šebesta 59. Handlovský | Zlatopramen Arena, Ústí nad Labem 6.500 Zuschauer (ausverkauft) |

Damit steigt der HC Slovan Ústečtí Lvi nach einem Jahr Erstklassigkeit wieder in die zweite Spielklasse, die 1. Liga ab, während der BK Mladá Boleslav zur nächsten Saison in die Extraliga aufsteigt. Großer Rückhalt der Mannschaft aus Mladá Boleslav war Torhüter Martin Růžička, der alleine in der Relegation zwei Shutouts schaffte, sowie die Stürmer Václav Eiselt und Richard Král.

## Auszeichnungen

### Trophäen
| Auszeichnung                          | Gewinner        | Team                    |
| ------------------------------------- | --------------- | ----------------------- |
| Spieler des Jahres                    | Roman Turek     | HC České Budějovice     |
| Torhüter des Jahres                   | Martin Vojtek   | HC Oceláři Třinec       |
| Verteidiger des Jahres                | Tomáš Žižka     | HC Slavia Prag          |
| Rookie des Jahres                     | Tomáš Nádašdi   | HC Geus Okna Kladno     |
| Trainer des Jahres                    | Zdeněk Venera   | HC Energie Karlovy Vary |
| MVP der Playoffs                      | Jaroslav Bednář | HC Slavia Prag          |
| Fair-Play-Trophäe                     | Petr Ton        | HC Sparta Prag          |
| Golden Helmet (Preis für Spielkultur) | Tomáš Horna     | HC Geus Okna Kladno     |

### All-Star-Team
| Tor          | Roman Turek      | Roman Turek      | Roman Turek         | Roman Turek         | Roman Turek          | Roman Turek          |
| Verteidigung | Milan Toman (RV) | Milan Toman (RV) | Milan Toman (RV)    | Tomáš Žižka (LV)    | Tomáš Žižka (LV)     | Tomáš Žižka (LV)     |
| Sturm        | Leoš Čermák (RW) | Leoš Čermák (RW) | Václav Skuhravý (C) | Václav Skuhravý (C) | Jaroslav Bednář (LW) | Jaroslav Bednář (LW) |